# ウィリアム・ハーシェル望遠鏡
ウィリアム・ハーシェル望遠鏡（スペイン語: Telescopio William Herschel）あるいは WHTは、1960年代末にアングロ・オーストラリアン天文台の設計時に構想された。英国天文学機構は北半球において優れた望遠鏡を必要としていた。計画は1974年に立てられたが、1979年に膨張した予算のため、破棄された。再度、大幅に経費を削減して20%オランダの天文学者が計画に参加することで資金を負担した。1981年、これにより計画が進行した。ウィリアム・ハーシェルによる天王星発見200周年と彼の業績を称えて彼の名前が望遠鏡につけられた。アイザック・ニュートン望遠鏡群を構成する。
建設は1983年に始められ、カナリア諸島のラ・パルマ島に1985年運ばれた。1987年にファーストライトを迎えた。望遠鏡は経緯台式である。解像度は0.2秒である。ラ・パルマ天文台のシーイングでは限界である。
数々の天文学上の発見がされている。

## 仕様
- 口径：4.2m
- 形式：カセグレン、ナスミス
- 架台：経緯台
- 設置場所：カナリア諸島（スペイン領）

## 関連
- 天文台一覧